# Krzesło kurulne

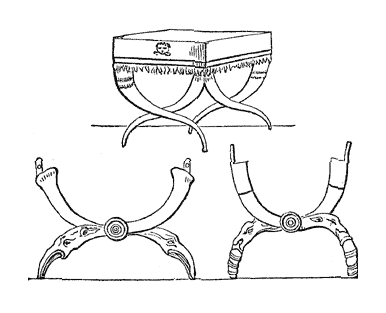
Wygląd i konstrukcja krzesła kurulnego

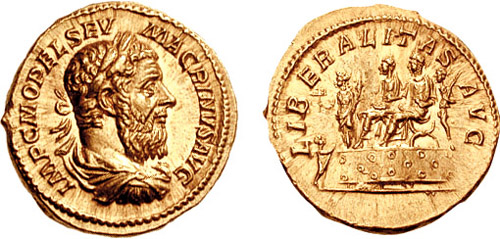
Cesarska moneta Makrynusa zasiadającego z synem na krzesłach kurulnych (rewers)

Krzesło kurulne (łac. sellă cŭrūlĭs) – w starożytnym Rzymie specjalne krzesło należące do insygniów władzy, niskie siedzisko bez oparcia na czterech nożycowo skrzyżowanych nogach.
Wykonane było z metalu bądź z drewna i metalu (później także z marmuru z metalowymi częściami), początkowo zdobione kością słoniową. Najczęściej składane, jako krzesło polowe mogło być zabierane w podróż lub na wojnę.  
Podobne do taboretu krzesło tego rodzaju znane było w starożytnym Egipcie i Grecji; Rzymianie przejęli je od Etrusków z Vetulonii, dla wygody uzupełniając proste siedzisko nakładaną poduszką. W Rzymie początkowo przysługiwało ono królom, a w okresie republiki także wyższym urzędnikom (magistratus curules). Traktowano je jako oznakę władzy i prawo zasiadania na nim mieli w trakcie sprawowania swych funkcji urzędnicy kurulni, tacy jak konsul, pretor, edyl kurulny i kwestor; także dyktator i (w późniejszych czasach) cesarz jako imperator.
Z mebla tego wywodziło się faldistorium używane od wczesnego średniowiecza w wyposażeniu kościołów i bogatych dworów.